# Edward Engelberg
Edward Engelberg (geboren als Eduard Engelberg 21. Januar 1929 in Chemnitz; gestorben  24. April 2016 in Portland (Oregon)) war ein US-amerikanischer Literaturwissenschaftler.

## Leben
Eduard Engelberg war ein Sohn des Handelsvertreters Jakob Engelberg (1888–1941) und der Paula Weber (1901–), er hatte eine Schwester Melly (1926–2013). Nach der Machtübergabe an die Nationalsozialisten 1933 verlor seine Familie nach 1934 die deutsche Staatsbürgerschaft. Engelberg besuchte die Jüdische Volksschule in München. Infolge der Novemberpogrome 1938 wurde sein Vater im KZ Dachau inhaftiert und schwer misshandelt. Paula Engelberg gelang es, ein Durchreisevisum für die Schweiz für die Familie zu bekommen, unter Einsatz eines Gemäldes des Malers Otto Th. W. Stein im Familienbesitz. Die Familie floh über die Schweiz in die USA, für die bereits ein Einreisevisum vorlag.
Der Vater starb dort 1941 an den Spätfolgen der KZ-Haft. Engelberg schlug sich zunächst als Hilfsarbeiter durch, die US-amerikanische Staatsbürgerschaft erhielt er 1944. Ab 1946 besuchte er das Brooklyn College, machte 1951 einen B.A. und 1952 einen M.A. Engelberg heiratete 1950 die Lehrerin Elaine Rosen, sie hatten drei Kinder. Er wurde 1951 Teaching Fellow an der University of Oregon und ab 1952 an der University of Wisconsin–Madison, an der er 1957 mit einer Dissertation über W. B. Yeats promoviert wurde. 1955/56 ging er mit einem Fulbright-Stipendium an die Cambridge University nach England.
Engelberg durchlief als Hochschullehrer für Komparatistik ab 1957 die Universitätslaufbahn an der University of Michigan und ab 1965 an der Brandeis University.

## Schriften (Auswahl)

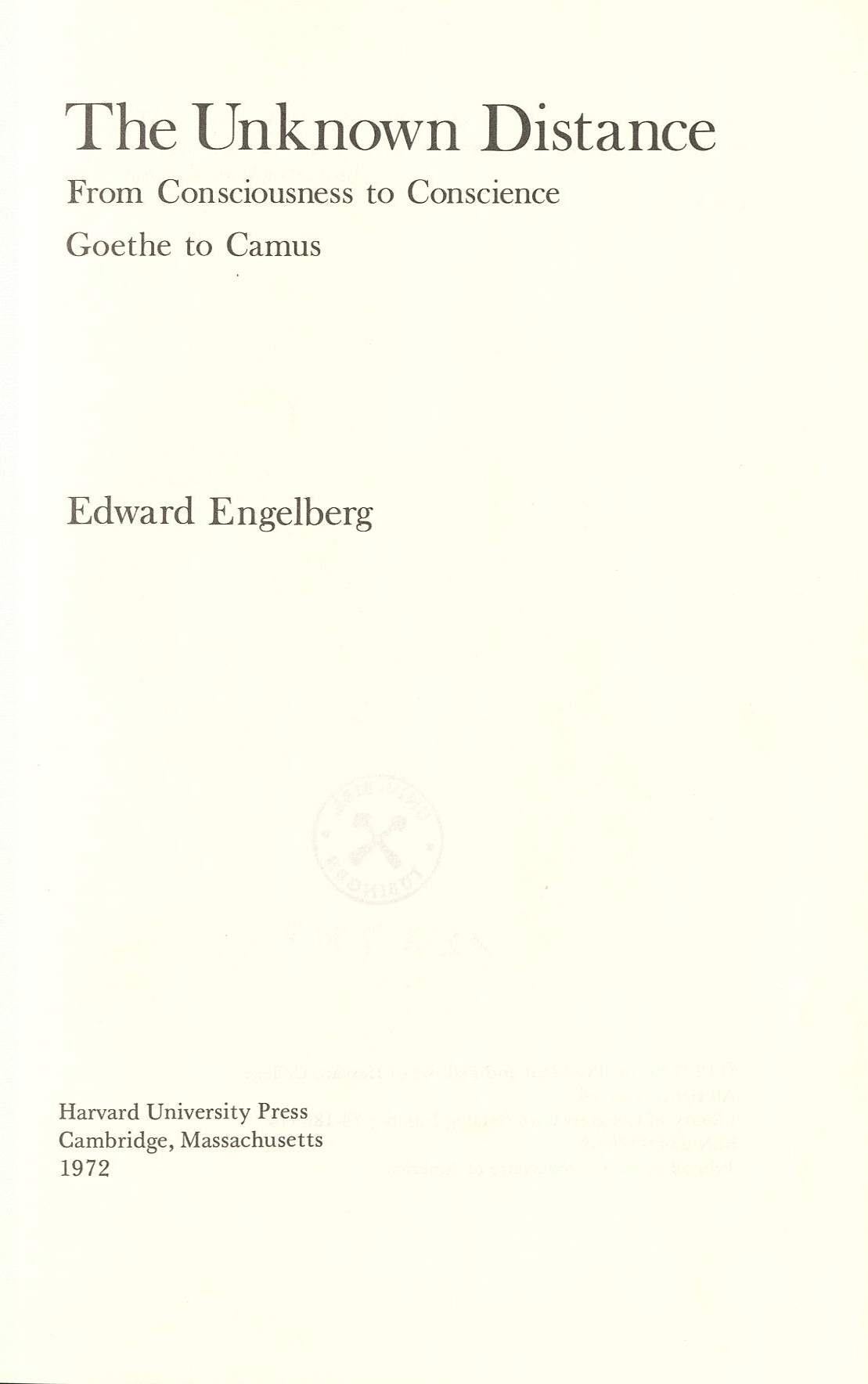

- The unknown distance : from consciousness to conscience. Goethe to Camus. Cambridge, Mass.: Harvard Univ Pr., 1972
- The vast design, patterns in W.B. Yeats’s aesthetic. Toronto: University of Toronto Press, 1974
- Elegiac fictions: the motif of the unlived life. Pennsylvania State Univ. Pr., 1989
- (Hrsg.): Yeats from a comparatist perspective. Conference of the American Comparative Literature Association 1989 (Waltham/Mass.). Ann Arbor, Mich.: The Univ. of Michigan Pr., 1991
- Ambiguous Solitude: Hans Castorp’s Sturm und Drang nach Osten, in: Stephen Dowden (Hrsg.): A Companion to Thomas Mann’s Magic Mountain. London: Camden House, 1999, S. 95–108
- Solitude and its ambiguities in modernist fiction. New York, NY: Palgrave, 2001